# Papa’z Song
Papa’z Song – singel amerykańskiego rapera 2Paca promujący album Strictly 4 My N.I.G.G.A.Z.. Do utworu powstał teledysk.

## Lista utworów
1. „Papa’z Song”
2. „Dabastard's Remix”
3. „Vibe Tribe Remix”
4. „Peep Game” feat Deadly Threat
5. „Cradle To the Grave"

## Notowania
| Notowanie (1994)      | Poz. |
| --------------------- | ---- |
| Billboard Hot 100     | 87   |
| Hot R&B/Hip-Hop Songs | 82   |